# Nimbacinus dicksoni
Nimbacinus dicksoni — вид вымерших хищных сумчатых из семейства сумчатые волки. Он жил примерно 23—16 миллионов лет назад в миоцене. Nimbacinus dicksoni был около 50 см в длину. Будучи хищником, он, вероятно, ел птиц, мелких млекопитающих и рептилий. Подобно недавно вымершему тилацину, он, возможно, был медлительным бегуном и выматывал добычу, используя выносливость. Окаменелости были найдены в Австралии в Риверсли на северо-западе Квинсленда и в Буллок-Крик на Северной территории.
Как и все тилациниды, Nimbacinus dicksoni был похожим на собаку сумчатым, хотя из-за небольшого размера он напоминал скорее лису. В отличие от родственников, он, видимо, обладал достаточно сильными челюстями, чтобы одолеть добычу крупнее себя.
Известный материал состоит из почти полного скелета, в котором отсутствуют только ноги и хвост, хотя голотип состоит только из верхней и нижней челюстей, найденных в другой части того же местонахождения окаменелостей. От этого вида сохранилось наибольшее количество остатков среди всех сумчатых волков, за исключением тилацина.

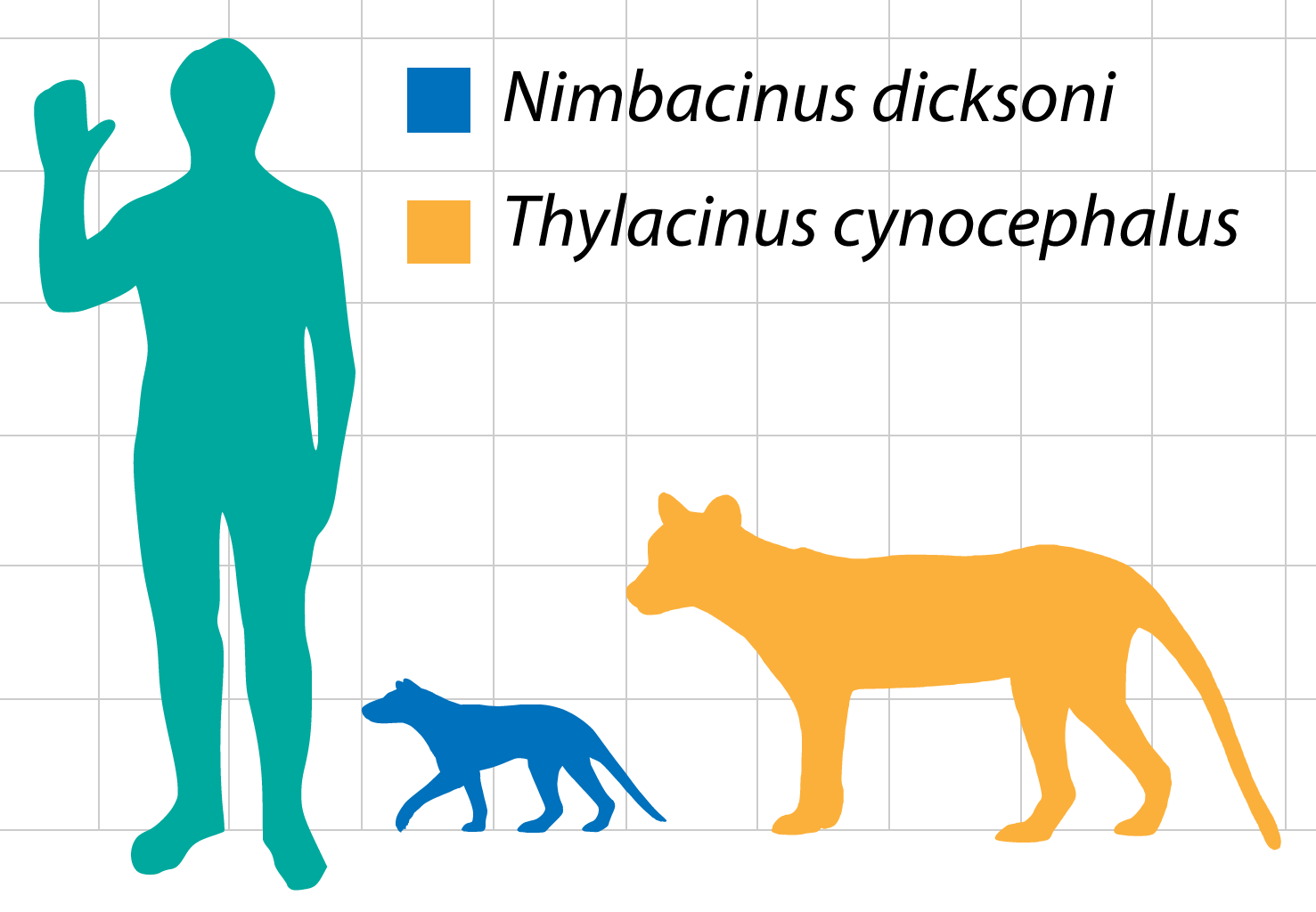
Сравнение размеров Nimbacinus dicksoni (синий) и Thylacinus cynocephalus (оранжевый)
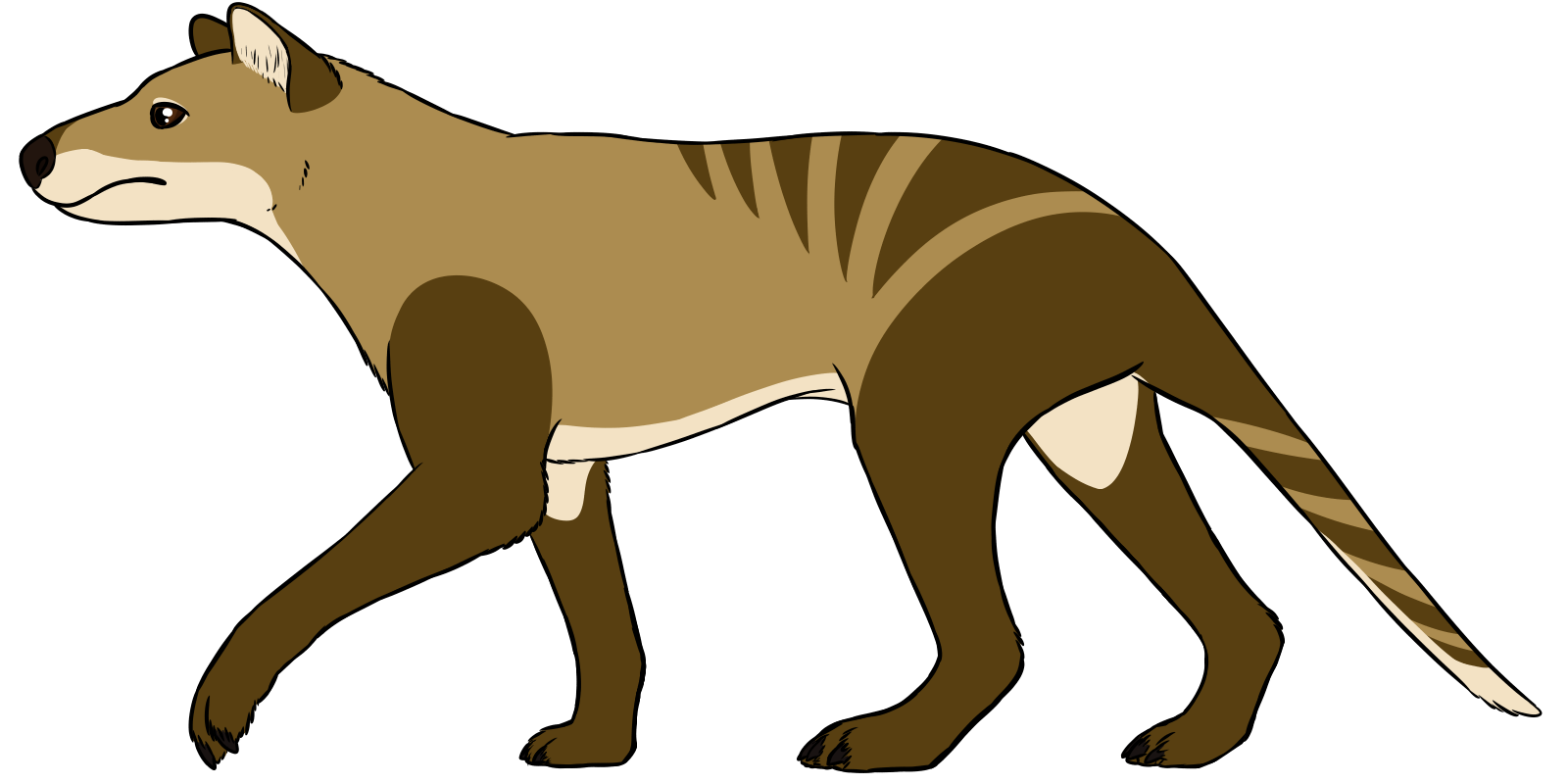
Реконструкция